# Seznam protestnih shodov v Sloveniji v letu 2024
Seznam protestnih shodov v Sloveniji v letu 2024 zajema vsa javna zborovanja, ki so se odvila v letu 2024 v Sloveniji ter ki so jih organizirale politične stranke ali civilno-družbene organizacije z namenom opozarjanja na določene probleme.

## Seznam
| Datum                     | Naslov                                                            | Lokacija                                      | Organizator                                                | Udeležba [ljudi] | Opis | Sklici        |
| Datum                     | Naslov                                                            | Prenos                                        | Organizator                                                | Udeležba [ljudi] | Opis | Sklici        |
| ------------------------- | ----------------------------------------------------------------- | --------------------------------------------- | ---------------------------------------------------------- | ---------------- | --- | ------------- |
| JANUAR 2024               |                                                                   |                                               |                                                            |                  | |               |
| Torek, 9. januar          | Druga opozorilna stavka pacientov                                 | Prešernov trg Ljubljana                       | iniciativa Glas ljudstva                                   | več tisoč        | Zaradi napovedane stavke sindikata Fides, katere edini cilj je izločitev zdravnikov iz javnega plačnega sistema in ker ti zahtevajo čisto nov plačni razred, so v iniciativi Glas ljudstva organizirali drugo opozorilno stavko pacientov. V predstavitvi pričevanj so med drugim sodelovali Vinko Möderndorfer, Andrej Rozman Roza in Jani Kovačič. | [ 1 ]         |
| Torek, 9. januar          | Druga opozorilna stavka pacientov                                 | TOP TV Slovenija                              | iniciativa Glas ljudstva                                   | več tisoč        | Zaradi napovedane stavke sindikata Fides, katere edini cilj je izločitev zdravnikov iz javnega plačnega sistema in ker ti zahtevajo čisto nov plačni razred, so v iniciativi Glas ljudstva organizirali drugo opozorilno stavko pacientov. V predstavitvi pričevanj so med drugim sodelovali Vinko Möderndorfer, Andrej Rozman Roza in Jani Kovačič. | [ 1 ]         |
| Sreda, 24. januar         | 1. protest za znižanje cen toplotne energije                      | Titov trg Velenje                             | Ljudska iniciativa Velenje                                 | okoli 4000       | Zaradi visokih položnic, ki so jih prejeli v Velenju za mesec december, so občani izvedli protestni shod. Med drugim zahtevajo preklic vseh januarskih položnic za ogrevanje ter začasno ustavitev izdajanja novih, dokler se ne najde rešitev za 50-odstotno znižanje cen toplotne energije. V primeru, da občina in komunalno podjetje ne izpolnita njihovih zahtev, naj bi protestne aktivnosti nadaljevali.                                                     | [ 2 ] [ 3 ]   |
| Sreda, 24. januar         | 1. protest za znižanje cen toplotne energije                      | ni prenosa                                    | Ljudska iniciativa Velenje                                 | okoli 4000       | Zaradi visokih položnic, ki so jih prejeli v Velenju za mesec december, so občani izvedli protestni shod. Med drugim zahtevajo preklic vseh januarskih položnic za ogrevanje ter začasno ustavitev izdajanja novih, dokler se ne najde rešitev za 50-odstotno znižanje cen toplotne energije. V primeru, da občina in komunalno podjetje ne izpolnita njihovih zahtev, naj bi protestne aktivnosti nadaljevali.                                                     | [ 2 ] [ 3 ]   |
| FEBRUAR 2024              |                                                                   |                                               |                                                            |                  | |               |
| Sobota, 3. februar        | 2. protest za znižanje cen toplotne energije                      | Titov trg Velenje                             | Ljudska iniciativa Velenje                                 | okoli 4000       | Po tem, ko se je iniciativa srečala s predstavniki občine, in so jim na slednji ponudili le obročno odplačevanje ali odlog plačila januarskih položnic za ogrevanje, so v iniciativi pripravili drugi shod. Kot so zapisali v sporočilu za javnost, bodo januarske položnice za najmanj tri zimske mesece pahnile pod prag revščine še tiste, ki so bili dotlej nad njim.                                                                                           | [ 4 ] [ 5 ]   |
| Sobota, 3. februar        | 2. protest za znižanje cen toplotne energije                      | ni prenosa                                    | Ljudska iniciativa Velenje                                 | okoli 4000       | Po tem, ko se je iniciativa srečala s predstavniki občine, in so jim na slednji ponudili le obročno odplačevanje ali odlog plačila januarskih položnic za ogrevanje, so v iniciativi pripravili drugi shod. Kot so zapisali v sporočilu za javnost, bodo januarske položnice za najmanj tri zimske mesece pahnile pod prag revščine še tiste, ki so bili dotlej nad njim.                                                                                           | [ 4 ] [ 5 ]   |
| Ponedeljek, 5. februar    | 10. protest proti Jankovićevemu nasilju                           | pred Mestno hišo v Ljubljani                  | Aleš Primc Glas za otroke in družine                       | okoli 300        | Deseti protest proti politiki župana Jankovića pred ljubljanskim Magistratom. Zbrane so nagovorili pobudnik protestov Aleš Primc, mestna svetnica Tina Bregant, predsednik MO SDS Ljubljana Aleš Hojs, vodja preiskovalne komisije o kanalu C0 Anja Bah Žibert in lastnik zemljišč Brane Grad. | [ 6 ]         |
| Ponedeljek, 5. februar    | 10. protest proti Jankovićevemu nasilju                           | Nova24TV                                      | Aleš Primc Glas za otroke in družine                       | okoli 300        | Deseti protest proti politiki župana Jankovića pred ljubljanskim Magistratom. Zbrane so nagovorili pobudnik protestov Aleš Primc, mestna svetnica Tina Bregant, predsednik MO SDS Ljubljana Aleš Hojs, vodja preiskovalne komisije o kanalu C0 Anja Bah Žibert in lastnik zemljišč Brane Grad. | [ 6 ]         |
| Petek, 16. februar        | 10. vseslovenski shod upokojencev                                 | Trg republike                                 | Glas upokojencev Slovenije                                 | okoli 10 tisoč   | Deseti shod v organizaciji civilne iniciative Glas upokojencev. Pred začetkom se je del protestnikov zbral pred stavbo RTV Slovenija in zahtevali so odstop vodstva ustanove. Na Trgu republike je Rupar opozoril na predlog zakona o izrednem zvišanju pokojnin, ki ga je v DZ s podpisi volivcev vložila civilna iniciativa Glas upokojencev. | [ 7 ]         |
| Petek, 16. februar        | 10. vseslovenski shod upokojencev                                 | Nova24TV                                      | Glas upokojencev Slovenije                                 | okoli 10 tisoč   | Deseti shod v organizaciji civilne iniciative Glas upokojencev. Pred začetkom se je del protestnikov zbral pred stavbo RTV Slovenija in zahtevali so odstop vodstva ustanove. Na Trgu republike je Rupar opozoril na predlog zakona o izrednem zvišanju pokojnin, ki ga je v DZ s podpisi volivcev vložila civilna iniciativa Glas upokojencev. | [ 7 ]         |
| Ponedeljek, 19. februar   | Protest proti ukinitvi urgence v Kamniku                          | pred Zdravstvenim domom Kamnik                | občani Kamnika in Komende                                  | okoli 200        | Lokalni prebivalci so na protestnem shodu pred kamniškim zdravstvenim domom zahtevali ohranitev tamkajšnje urgence. Zbrane je nagovoril tudi kamniški župan Matej Slapar. Izpostavili so, da želijo pisna zagotovila, da ukinitve nujne medicinske pomoči ne bo. Izrazili so kritiko Ministrstvu za zdravje, saj da se pred sprejetjem uredbe z njimi nihče ni posvetoval.                                                                                          | [ 8 ]         |
| Ponedeljek, 19. februar   | Protest proti ukinitvi urgence v Kamniku                          | ni prenosa                                    | občani Kamnika in Komende                                  | okoli 200        | Lokalni prebivalci so na protestnem shodu pred kamniškim zdravstvenim domom zahtevali ohranitev tamkajšnje urgence. Zbrane je nagovoril tudi kamniški župan Matej Slapar. Izpostavili so, da želijo pisna zagotovila, da ukinitve nujne medicinske pomoči ne bo. Izrazili so kritiko Ministrstvu za zdravje, saj da se pred sprejetjem uredbe z njimi nihče ni posvetoval.                                                                                          | [ 8 ]         |
| Sreda, 21. februar        | Shod v podporo Julianu Assangeu                                   | Trg republike                                 | Amnesty Slovenia                                           | okoli 20         | Posamezniki so se zbrali v podporo ustanovitelju platforme Wikileaks Julianu Assangeu, ki prestaja zaporno kazen od leta 2019. Poudarili so, da bi izročitev Assangea ameriškim oblastem predstavljala dokončno smrt demokracije. Med drugim je zbrane nagovoril dolgoletni mednarodni dopisnik Uroš Lipušček. | [ 9 ]         |
| Sreda, 21. februar        | Shod v podporo Julianu Assangeu                                   | TOP TV Slovenija                              | Amnesty Slovenia                                           | okoli 20         | Posamezniki so se zbrali v podporo ustanovitelju platforme Wikileaks Julianu Assangeu, ki prestaja zaporno kazen od leta 2019. Poudarili so, da bi izročitev Assangea ameriškim oblastem predstavljala dokončno smrt demokracije. Med drugim je zbrane nagovoril dolgoletni mednarodni dopisnik Uroš Lipušček. | [ 9 ]         |
| Četrtek, 22. februar      | Protesti kmetov po Sloveniji                                      | Celje Ptuj Gornja Radgona Murska Sobota Kranj | samoiniciativno                                            | neznano          | Kmetje so se s traktorji samoiniciativno zbrali v številnih slovenskih mestih. Sindikat kmetov ni bil organizator protestov, a so jih javno podprli, protestniki pa so opozorili, da gre za opozorilne shode, saj želijo, da se jih začne jemati resno. Izpostavili so nasprotovanje znižanju neposrednih plačil in uvozu poceni žita iz Ukrajine ter izrazili ogorčenje nad EU zaradi neukrepanja.                                                                 | [ 10 ]        |
| Četrtek, 22. februar      | Protesti kmetov po Sloveniji                                      | ni prenosa                                    | samoiniciativno                                            | neznano          | Kmetje so se s traktorji samoiniciativno zbrali v številnih slovenskih mestih. Sindikat kmetov ni bil organizator protestov, a so jih javno podprli, protestniki pa so opozorili, da gre za opozorilne shode, saj želijo, da se jih začne jemati resno. Izpostavili so nasprotovanje znižanju neposrednih plačil in uvozu poceni žita iz Ukrajine ter izrazili ogorčenje nad EU zaradi neukrepanja.                                                                 | [ 10 ]        |
| Ponedeljek, 26. februar   | Shod v podporo palestinskim novinarjem                            | Prešernov trg                                 | Sindikat novinarjev Slovenije Društvo novinarjev Slovenije | okoli 20         | V sindikatu ter društvu slovenskih novinarjev so sklicali shod, na katerem so opozorili na razmere v Gazi, kjer tamkajšnji novinarji delajo v neopisljivo strahotnih razmerah. Opozorili so tudi na oteževanje njihovega dela s strani Izraela. | [ 11 ]        |
| Ponedeljek, 26. februar   | Shod v podporo palestinskim novinarjem                            | ni prenosa                                    | Sindikat novinarjev Slovenije Društvo novinarjev Slovenije | okoli 20         | V sindikatu ter društvu slovenskih novinarjev so sklicali shod, na katerem so opozorili na razmere v Gazi, kjer tamkajšnji novinarji delajo v neopisljivo strahotnih razmerah. Opozorili so tudi na oteževanje njihovega dela s strani Izraela. | [ 11 ]        |
| MAREC 2024                |                                                                   |                                               |                                                            |                  | |               |
| Sobota, 16. marec         | Protest proti azilnemu domu na mejnem prehodu Obrežje             | Slovenska vas, Brežice                        | krajani Brežic in okoliških vasi                           | okoli 200        | Ob 8.30 so se protestniki zbrali na parkirišču Lesnina v Slovenski vasi, kjer so izrazili nasprotovanje načrtu vlade glede vzpostavitve azilnega doma na območju nekdanjega mejnega prehoda Obrežje. Zbrane je nagovoril tudi brežiški župan Ivan Molan, ki je napovedal nadaljevanje aktivnosti, protestnikom so se pridružili tudi predstavniki stranke SDS. Sprehodili so se po pločnikih mimo mejnih prehodov.                                                  | [ 12 ] [ 13 ] |
| Sobota, 16. marec         | Protest proti azilnemu domu na mejnem prehodu Obrežje             | ni prenosa                                    | krajani Brežic in okoliških vasi                           | okoli 200        | Ob 8.30 so se protestniki zbrali na parkirišču Lesnina v Slovenski vasi, kjer so izrazili nasprotovanje načrtu vlade glede vzpostavitve azilnega doma na območju nekdanjega mejnega prehoda Obrežje. Zbrane je nagovoril tudi brežiški župan Ivan Molan, ki je napovedal nadaljevanje aktivnosti, protestnikom so se pridružili tudi predstavniki stranke SDS. Sprehodili so se po pločnikih mimo mejnih prehodov.                                                  | [ 12 ] [ 13 ] |
| Četrtek, 21. marec        | DOVOLJ! vseslovenski shod proti vladi Roberta Goloba              | Kongresni trg                                 | Slovenska demokratska stranka                              | 10 tisoč         | Veliki protest proti vladi Roberta Goloba, med drugim zaradi korupcije v aferi sodna stavba ter vmešavanja v delo policije. Protest se je formalno začel ob 17. uri, a so se protestniki zbirali že prej. Zbrane so nagovorili predsednik SDS Janez Janša, podpredsednik stranke Aleš Hojs ter poslanec Andrej Kosi. Shod je spremljal kulturni program z nastopi ansamblov ter pesnika Toneta Kuntnerja.                                                           | [ 14 ]        |
| Četrtek, 21. marec        | DOVOLJ! vseslovenski shod proti vladi Roberta Goloba              | Nova24TV                                      | Slovenska demokratska stranka                              | 10 tisoč         | Veliki protest proti vladi Roberta Goloba, med drugim zaradi korupcije v aferi sodna stavba ter vmešavanja v delo policije. Protest se je formalno začel ob 17. uri, a so se protestniki zbirali že prej. Zbrane so nagovorili predsednik SDS Janez Janša, podpredsednik stranke Aleš Hojs ter poslanec Andrej Kosi. Shod je spremljal kulturni program z nastopi ansamblov ter pesnika Toneta Kuntnerja.                                                           | [ 14 ]        |
| Ponedeljek, 25. marec     | 11. protest proti Jankovićevemu nasilju                           | pred Mestno hišo v Ljubljani                  | Aleš Primc Glas za otroke in družine                       | okoli 300        | Enajsti protest proti politiki župana Jankovića pred ljubljanskim Magistratom. Zbrane so poleg Primca nagovorili mestna svetnica Tina Bregant, poslanec SDS Branko Grims, vodja preiskovalne komisije o kanalu C0 Anja Bah Žibert ter okoljevarstvenik Tomaž Ogrin. | [ 15 ]        |
| Ponedeljek, 25. marec     | 11. protest proti Jankovićevemu nasilju                           | Nova24TV                                      | Aleš Primc Glas za otroke in družine                       | okoli 300        | Enajsti protest proti politiki župana Jankovića pred ljubljanskim Magistratom. Zbrane so poleg Primca nagovorili mestna svetnica Tina Bregant, poslanec SDS Branko Grims, vodja preiskovalne komisije o kanalu C0 Anja Bah Žibert ter okoljevarstvenik Tomaž Ogrin. | [ 15 ]        |
| APRIL 2024                |                                                                   |                                               |                                                            |                  | |               |
| Ponedeljek, 22. april     | 12. protest proti Jankovićevemu nasilju                           | pred Mestno hišo v Ljubljani                  | Aleš Primc Glas za otroke in družine                       | okoli 300        | Dvanajsti protest proti politiki župana Jankovića pred ljubljanskim Magistratom. Zbrane sta poleg Primca nagovorili mestna svetnica Tina Bregant ter predsednik MO SDS Ljubljana Aleš Hojs. | [ 16 ]        |
| Ponedeljek, 22. april     | 12. protest proti Jankovićevemu nasilju                           | Nova24TV                                      | Aleš Primc Glas za otroke in družine                       | okoli 300        | Dvanajsti protest proti politiki župana Jankovića pred ljubljanskim Magistratom. Zbrane sta poleg Primca nagovorili mestna svetnica Tina Bregant ter predsednik MO SDS Ljubljana Aleš Hojs. | [ 16 ]        |
| Četrtek, 25. april        | 11. vseslovenski shod upokojencev                                 | Trg republike                                 | Glas upokojencev Slovenije                                 | več tisoč        | Enajsti shod v organizaciji civilne iniciative Glas upokojencev. Najprej so pred stavbo RTV-ja medijem očitali, da jih ignorirajo, nato pa so na Trgu republike izrekli podporo Zali Tomašič z liste SDS na junijskih evropskih volitvah. Slednja je v nagovoru obljubila, da se bo borila za slovenske upokojence v primeru izvolitve. | [ 17 ]        |
| Četrtek, 25. april        | 11. vseslovenski shod upokojencev                                 | Nova24TV                                      | Glas upokojencev Slovenije                                 | več tisoč        | Enajsti shod v organizaciji civilne iniciative Glas upokojencev. Najprej so pred stavbo RTV-ja medijem očitali, da jih ignorirajo, nato pa so na Trgu republike izrekli podporo Zali Tomašič z liste SDS na junijskih evropskih volitvah. Slednja je v nagovoru obljubila, da se bo borila za slovenske upokojence v primeru izvolitve. | [ 17 ]        |
| MAJ 2024                  |                                                                   |                                               |                                                            |                  | |               |
| Sreda, 1. maj             | Prvi maj, delavstvu nazaj!                                        | Po ulicah ljubljane                           | Socialistično študentsko društvo Iskra                     | več tisoč        | Shod proti sistemu kapitalizma ter izrabi delavcev. | [ 18 ]        |
| Ponedeljek, 20. maj       | 13. protest proti Jankovićevemu nasilju                           | pred Mestno hišo v Ljubljani                  | Aleš Primc Glas za otroke in družine                       | okoli 300        | Trinajsti protest proti politiki župana Jankovića pred ljubljanskim Magistratom. Zbrane sta poleg Primca nagovorila predsednik MO SDS Ljubljana Aleš Hojs in lastnik dela zemljišč, kjer poteka trasa C0, Brane Grad. | [ 19 ]        |
| Ponedeljek, 20. maj       | 13. protest proti Jankovićevemu nasilju                           | Nova24TV                                      | Aleš Primc Glas za otroke in družine                       | okoli 300        | Trinajsti protest proti politiki župana Jankovića pred ljubljanskim Magistratom. Zbrane sta poleg Primca nagovorila predsednik MO SDS Ljubljana Aleš Hojs in lastnik dela zemljišč, kjer poteka trasa C0, Brane Grad. | [ 19 ]        |
| Petek, 31. maj            | 12. vseslovenski shod upokojencev                                 | Trg republike                                 | Glas upokojencev Slovenije                                 | več tisoč        | Dvanajsti shod v organizaciji civilne iniciative Glas upokojencev. Zopet so začeli pred stavbo RTV Slovenija, nato pa na Trgu republike izrazili nezadovoljstvo z delom vlade. Zbrane so pozvali, naj na referendumu o prostovoljnem končanju življenja glasujejo proti, nagovor pa je imela tudi kandidatka za evroposlanko Zala Tomašič. | [ 20 ]        |
| Petek, 31. maj            | 12. vseslovenski shod upokojencev                                 | Nova24TV                                      | Glas upokojencev Slovenije                                 | več tisoč        | Dvanajsti shod v organizaciji civilne iniciative Glas upokojencev. Zopet so začeli pred stavbo RTV Slovenija, nato pa na Trgu republike izrazili nezadovoljstvo z delom vlade. Zbrane so pozvali, naj na referendumu o prostovoljnem končanju življenja glasujejo proti, nagovor pa je imela tudi kandidatka za evroposlanko Zala Tomašič. | [ 20 ]        |
| JULIJ 2024                |                                                                   |                                               |                                                            |                  | |               |
| Ponedeljek, 1. julij      | 14. protest proti Jankovićevemu nasilju                           | pred Mestno hišo v Ljubljani                  | Aleš Primc Glas za otroke in družine                       | okoli 300        | Štirinajsti protest proti politiki župana Jankovića pred ljubljanskim Magistratom. Nagovore so imeli Aleš Hojs, lastnik zemljišč Brane Grad ter protestnik Suad Muslimović. | [ 21 ]        |
| Ponedeljek, 1. julij      | 14. protest proti Jankovićevemu nasilju                           | Nova24TV                                      | Aleš Primc Glas za otroke in družine                       | okoli 300        | Štirinajsti protest proti politiki župana Jankovića pred ljubljanskim Magistratom. Nagovore so imeli Aleš Hojs, lastnik zemljišč Brane Grad ter protestnik Suad Muslimović. | [ 21 ]        |
| SEPTEMBER 2024            |                                                                   |                                               |                                                            |                  | |               |
| Nedelja, 22. september    | Pohod za življenje v Kopru 2024: Vsak nerojeni otrok je človek    | Taverna Koper                                 | Urša Cankar Soares Pohod za življenje                      | okoli 300        | Prvi Pohod za življenje v Kopru, prvi od treh shodov v letu 2024. Prvič so govorci na shodu delili tudi osebne izkušnje s splavom. | [ 22 ]        |
| Nedelja, 22. september    | Pohod za življenje v Kopru 2024: Vsak nerojeni otrok je človek    | ni prenosa                                    | Urša Cankar Soares Pohod za življenje                      | okoli 300        | Prvi Pohod za življenje v Kopru, prvi od treh shodov v letu 2024. Prvič so govorci na shodu delili tudi osebne izkušnje s splavom. | [ 22 ]        |
| Sobota, 28. september     | Pohod za življenje v Mariboru 2024: Vsak nerojeni otrok je človek | Glavni trg Maribor                            | Urša Cankar Soares Pohod za življenje                      | okoli 300        | Drugi Pohod za življenje v Mariboru, drugi od treh shodov v letu 2024. | [ 23 ]        |
| Sobota, 28. september     | Pohod za življenje v Mariboru 2024: Vsak nerojeni otrok je človek | ni prenosa                                    | Urša Cankar Soares Pohod za življenje                      | okoli 300        | Drugi Pohod za življenje v Mariboru, drugi od treh shodov v letu 2024. | [ 23 ]        |
| Ponedeljek, 30. september | 15. protest proti Jankovićevemu nasilju                           | pred Mestno hišo v Ljubljani                  | Aleš Primc Glas za otroke in družine                       | okoli 300        | Petnajsti protest proti politiki župana Jankovića pred ljubljanskim Magistratom. Zbrani so opozorili na mnenje posebne delovne skupine za okolje, ki je opozorila na nevarnosti, ki jih kanal prinaša, ter na hudo pomanjkanje zdravnikov. | [ 24 ]        |
| Ponedeljek, 30. september | 15. protest proti Jankovićevemu nasilju                           | Nova24TV                                      | Aleš Primc Glas za otroke in družine                       | okoli 300        | Petnajsti protest proti politiki župana Jankovića pred ljubljanskim Magistratom. Zbrani so opozorili na mnenje posebne delovne skupine za okolje, ki je opozorila na nevarnosti, ki jih kanal prinaša, ter na hudo pomanjkanje zdravnikov. | [ 24 ]        |
| OKTOBER 2024              |                                                                   |                                               |                                                            |                  | |               |
| Torek, 1. oktober         | 14. vseslovenski shod upokojencev                                 | pred RTV Slovenija Trg republike              | Glas upokojencev Slovenije                                 | več tisoč        | Štirinajsti shod v organizaciji civilne iniciative Glas upokojencev. Potekal na mednarodni dan starejših, 1. oktobra, se začel pred stavbo RTV Slovenija in se po sprehodu čez ulice nadaljeval na Trgu republike, kjer sta imela poleg Ruparja nagovor voditelj in politični analitik Aljuš Pertinač ter zdravnik Federico Potočnik. Rupar je bil v govoru kritičen do slovenskega zdravstvenega sistema in vlado obtožil, da ima do zdravnikov zaničevalen odnos. | [ 25 ]        |
| Torek, 1. oktober         | 14. vseslovenski shod upokojencev                                 | Nova24TV                                      | Glas upokojencev Slovenije                                 | več tisoč        | Štirinajsti shod v organizaciji civilne iniciative Glas upokojencev. Potekal na mednarodni dan starejših, 1. oktobra, se začel pred stavbo RTV Slovenija in se po sprehodu čez ulice nadaljeval na Trgu republike, kjer sta imela poleg Ruparja nagovor voditelj in politični analitik Aljuš Pertinač ter zdravnik Federico Potočnik. Rupar je bil v govoru kritičen do slovenskega zdravstvenega sistema in vlado obtožil, da ima do zdravnikov zaničevalen odnos. | [ 25 ]        |
| Sobota, 5. oktober        | Pohod za življenje 2024: Vsak nerojeni otrok je človek            | Prešernov trg TOP TV Slovenija                | Urša Cankar Soares Pohod za življenje                      | okoli 800        | Vsakoletni oktobrski, že šesti po vrsti Pohod za življenje v Ljubljani zagovornikov življenja od spočetja do naravne smrti. Potekal je pod geslom "Vsak nerojeni otrok je človek". | [ 26 ] [ 27 ] |
| Sobota, 5. oktober        | Protishod za pravico do splava: Za avtonomijo naših teles         | Prešernov trg TOP TV Slovenija                | Društvo Iskra                                              | okoli 200        | Ob shodu proti splavu so se zbrali še zagovorniki te pravice. Poleg pravice do splava so izpostavili še druge reproduktivne pravice, kot sta dostopnost kontracepcije in kakovostnih ginekoloških storitev, ob tem so opozorili na pomanjkanje ginekologov v državi. | [ 26 ] [ 27 ] |
| Ponedeljek, 21. oktober   | 16. protest proti Jankovićevemu nasilju                           | pred Mestno hišo v Ljubljani                  | Aleš Primc Glas za otroke in družine                       | okoli 300        | Šestnajsti protest proti politiki župana Jankovića pred ljubljanskim Magistratom. | [ 28 ]        |
| Ponedeljek, 21. oktober   | 16. protest proti Jankovićevemu nasilju                           | Nova24TV                                      | Aleš Primc Glas za otroke in družine                       | okoli 300        | Šestnajsti protest proti politiki župana Jankovića pred ljubljanskim Magistratom. | [ 28 ]        |
| NOVEMBER 2024             |                                                                   |                                               |                                                            |                  | |               |
| Sreda, 13. november       | 15. vseslovenski shod upokojencev                                 | pred RTV Slovenija Trg republike              | Glas upokojencev Slovenije                                 |                  | Petnajsti shod v organizaciji civilne iniciative Glas upokojencev. |               |
| Sreda, 13. november       | 15. vseslovenski shod upokojencev                                 | Nova24TV                                      | Glas upokojencev Slovenije                                 |                  | Petnajsti shod v organizaciji civilne iniciative Glas upokojencev. |               |